# Ганзи
Ганзи (на английски: Ghanzi) е област в западна Ботсвана и граничи с Намибия. Площта ѝ е 117 910 квадратни километра, а населението едва 52 200 души (по изчисления за август 2018 г.). Град Ганзи е столица и най-голям град на областта и има население от 10 000 души. В източната част на областта е разположен централният калахарски резерват. На територията на областта се простира част от пустинята Калахари. Ганзи е разделена на две подобласти.